# Post- och Inrikes Tidningar
Post- och Inrikes Tidningar (со швед. — «Почта и внутренние новости») — шведская правительственная газета, учреждённая в 1645 году по указу королевы Кристины. До 2007 года выходила в печатном формате, затем перешла в онлайн-режим. Считается одной из старейших газет в мире.

## История
В 1645 году королева Кристина приказала учредить в Швеции специальную газету для извещения подданных о королевских решениях и последних событиях в политической жизни страны. Помимо этого, в газете публиковались различные объявления. В 1791 году король Густав III поручил Шведской академии распространять и издавать газету, что продолжается и по сей день.
В 1821 году произошло поглощение издания газетой Inrikes Tidningar (швед. «Отечественные времена»).
В XVII и XVIII веках газета являлась ведущим источником новостей в стране, но к 1922 году, в условиях конкуренции со стороны коммерческих газет, она начала публиковать исключительно правительственные, корпоративные и юридические объявления.

### Переход в онлайн-формат
С началом XXI века издание стало стремительно терять популярность среди населения, его тираж упал до 1000 экземпляров.
В 2007 году руководство газеты приняло решение полностью отказаться от публикации газеты на бумажном носителе, переведя её в формат онлайн-издания. Известный шведский журналист Ханс Хольм, на протяжении 20 лет занимавший должность главного редактора «Post- och Inrikes Tidningar», назвал этот шаг «культурной катастрофой».